# Звонко Бркић
Звонко Бркић (Горња Врба, код Славонског Брода, 18. септембар 1912 — Мали Лошињ, 27. август 1977), учесник Народноослободилачке борбе, друштвено-политички радник СФР Југославије и СР Хрватске и народни херој Југославије. У периоду од јула 1962. до јуна 1963. године обављао је функцију председника Извршног већа Социјалистичке Републике Хрватске.

## Биографија
Рођен је 18. септембра 1912. године у Горњој Врби код Славонског Брода, у чиновничкој породици. Основну школу и шест разреда гимназије завршио је у Славонском Броду, а средњу техничку школу-геометарски одсек у Београду, где је 1932. године примљен у Савез комунистичке омладине Југославије. После завршетка средње техничке школе, отишао је у Славонску Пожегу, где се запослио у једној приватној геодетској пословници. Члан Комунистичке партије Југославије постао је 1935. године, када је постао и члан Среског комитета КПЈ Славонска Пожега.
У јануару 1935. године, ухапсила га је загребачка полиција и одвела у Загреб, а затим пред Суд за заштиту државе у Београду, где је 1936. године осуђен на годину дана робије, коју је издржао у Сремској Митровици и Марибору. По изласку из затвора, позван је да служи војску. Након одслужења војног рока вратио се у Славонску Пожегу, где га је полиција истог дана протерала из града на време од пет година. Отишао је код родитеља у Осијек, где је поново ухапшен и протеран у Славонски Брод. Иако му је полиција одредила Славонски Брод као место присилног боравка, Бркић је, као организациони секретар Котарског комитета КП Хрватске за Славонску Пожегу, обилазио цело подручје котара Славонска Пожега. У том је раздобљу најчешће боравио у Плетерници. До 1940. године активно је учествовао у раду партије на тлу котара, након чега је прешао у илегалу.

### Народноослободилачка борба
У току Народноослободилачког рата био је један од организатора устанка у Славонији, на Билогори и у Мославини. Капитулација Југославије га је затекла у Дарувару, где је деловао у тамошњој партијској организацији. Усташе су покушале да га ухапсе, али је успео да побегне. Отишао је у Осијек, а затим у Грубишно Поље, где се крајем јуна 1941. повезао с др Павлом Грегорићем, чланом Централног комитета КПХ, који га је задужио за обнову партијске организације и покретање оружане борбе у већ споменутим регионима.
Од 1941. године, па до краја рата обављао је многе одговорне партијско-политичке дужности:
- секретар Окружног комитета КПХ за Бјеловар од краја 1941. године
- секретар Окружног комитета КПХ за Вировитицу
- секретар од краја 1943, па политички комесар Обласног комитета КПХ за Славонију крајем 1944. године

### Послератна каријера
После ослобођења налазио се на многим одговорним дужностима:
- члан Централног комитета КПХ од 1946. године
- председник Планске комисије владе НР Хрватске
- члан Централног комитета Савеза комуниста Југославије од Шестог конгреса КПЈ
- секретар кабинета маршала Јосипа Броза Тита од 1947. до 1949. године
- руководилац Агитпропа у Политбироу ЦК КПХ 1949. године
- организациони секретар ЦК КПХ од 1950. до 1962. године
- секретар Главног одбора Социјалистичког савеза радног народа Хрватске
- члан секретаријата Савезног одбора ССРН Југославије
- потпредседник Савезне скупштине СФРЈ од 1963. до 1967. године
- члан Политбироа ЦК КПХ
- председник Извршног већа Сабора СР Хрватске од јула 1962. до јуна 1963. године
- потпредседник Савезне конференције ССРН Југославије од 1967. године

Више је пута биран за посланика у Сабор СР Хрватске и у Савезну скупштину. Године 1969. је оболео, због чега се повукао из оперативног рада. Од тада, па до смрти био је члан Савета федерације. Имао је чин генерал-пуковника у резерви.
Умро је 27. августа 1977. године у Лошињу.
Носилац је Партизанске споменице 1941. и других југословенских одликовања. Орденом народног хероја одликован је 27. новембра 1953. године.